# Maszyna stosowa
Maszyna stosowa to maszyna (procesor bądź maszyna wirtualna), w której podstawowe operacje prowadzi się na stosie, nie zaś na rejestrach.
Liczenie pierwiastków równania kwadratowego na przykładowej maszynie stosowej (pomijając sprawdzenie czy w ogóle istnieją pierwiastki rzeczywiste):
| Operacja       | Stos (tylko część używana w algorytmie)            | Stos (tylko część używana w algorytmie) | Stos (tylko część używana w algorytmie) | Stos (tylko część używana w algorytmie) |
| -------------- | -------------------------------------------------- | --------------------------------------- | --------------------------------------- | --------------------------------------- |
| push memory(A) | {\displaystyle A}                                  |                                         |                                         |                                         |
| push memory(C) | {\displaystyle C}                                  | {\displaystyle A}                       |                                         |                                         |
| push 4         | {\displaystyle 4}                                  | {\displaystyle C}                       | {\displaystyle A}                       |                                         |
| mul            | {\displaystyle 4C}                                 | {\displaystyle A}                       |                                         |                                         |
| mul            | {\displaystyle 4AC}                                |                                         |                                         |                                         |
| push memory(B) | {\displaystyle B}                                  | {\displaystyle 4AC}                     |                                         |                                         |
| dup            | {\displaystyle B}                                  | {\displaystyle B}                       | {\displaystyle 4AC}                     |                                         |
| mul            | {\displaystyle B^{2}}                              | {\displaystyle 4AC}                     |                                         |                                         |
| sub            | {\displaystyle \Delta =B^{2}-4AC}                  |                                         |                                         |                                         |
| sqrt           | {\displaystyle {\sqrt {\Delta }}}                  |                                         |                                         |                                         |
| dup            | {\displaystyle {\sqrt {\Delta }}}                  | {\displaystyle {\sqrt {\Delta }}}       |                                         |                                         |
| push memory(B) | {\displaystyle B}                                  | {\displaystyle {\sqrt {\Delta }}}       | {\displaystyle {\sqrt {\Delta }}}       |                                         |
| neg            | {\displaystyle -B}                                 | {\displaystyle {\sqrt {\Delta }}}       | {\displaystyle {\sqrt {\Delta }}}       |                                         |
| add            | {\displaystyle -B+{\sqrt {\Delta }}}               | {\displaystyle {\sqrt {\Delta }}}       |                                         |                                         |
| xchg           | {\displaystyle {\sqrt {\Delta }}}                  | {\displaystyle -B+{\sqrt {\Delta }}}    |                                         |                                         |
| push memory(B) | {\displaystyle B}                                  | {\displaystyle {\sqrt {\Delta }}}       | {\displaystyle -B+{\sqrt {\Delta }}}    |                                         |
| neg            | {\displaystyle -B}                                 | {\displaystyle {\sqrt {\Delta }}}       | {\displaystyle -B+{\sqrt {\Delta }}}    |                                         |
| sub            | {\displaystyle -B-{\sqrt {\Delta }}}               | {\displaystyle -B+{\sqrt {\Delta }}}    |                                         |                                         |
| push memory(A) | {\displaystyle A}                                  | {\displaystyle -B-{\sqrt {\Delta }}}    | {\displaystyle -B+{\sqrt {\Delta }}}    |                                         |
| push 2         | {\displaystyle 2}                                  | {\displaystyle A}                       | {\displaystyle -B-{\sqrt {\Delta }}}    | {\displaystyle -B+{\sqrt {\Delta }}}    |
| mul            | {\displaystyle 2A}                                 | {\displaystyle -B-{\sqrt {\Delta }}}    | {\displaystyle -B+{\sqrt {\Delta }}}    |                                         |
| xchg           | {\displaystyle -B-{\sqrt {\Delta }}}               | {\displaystyle 2A}                      | {\displaystyle -B+{\sqrt {\Delta }}}    |                                         |
| div            | {\displaystyle {\frac {-B-{\sqrt {\Delta }}}{2A}}} | {\displaystyle -B+{\sqrt {\Delta }}}    |                                         |                                         |
| pop memory(X1) | {\displaystyle -B+{\sqrt {\Delta }}}               |                                         |                                         |                                         |
| push memory(A) | {\displaystyle A}                                  | {\displaystyle -B+{\sqrt {\Delta }}}    |                                         |                                         |
| push 2         | {\displaystyle 2}                                  | {\displaystyle A}                       | {\displaystyle -B+{\sqrt {\Delta }}}    |                                         |
| mul            | {\displaystyle 2A}                                 | {\displaystyle -B+{\sqrt {\Delta }}}    |                                         |                                         |
| xchg           | {\displaystyle -B+{\sqrt {\Delta }}}               | {\displaystyle 2A}                      |                                         |                                         |
| div            | {\displaystyle {\frac {-B+{\sqrt {\Delta }}}{2A}}} |                                         |                                         |                                         |
| pop memory(X2) |                                                    |                                         |                                         |                                         |

Argument znajdują się w komórkach pamięci A, B i C. Wynik znajduje się w komórkach pamięci X1 i X2.
Porównaj z tym samym algorytmem na maszynie rejestrowej.
Większość maszyn wirtualnych to maszyny stosowe. Maszyną stosową był transputer oraz polski minikomputer Mera 400. Także rejestry koprocesorów arytmetycznych z serii x87 są zorganizowane w stos.